# Linales
Linales é uma ordem de plantas dicotiledóneas. No sistema de Cronquist é composta por cinco famílias:
- Erythroxylaceae
- Hugoniaceae
- Humiriaceae
- Ixonanthaceae
- Linaceae

No sistema APG II esta ordem não existe. As cinco famílias fazem parte da ordem Malpighiales.